# Karl-Heinz Hopp
Karl-Heinz Hopp (n. 20 noiembrie 1936, Allenstein, Germania Nazistă – d. 11 februarie 2007, Palingen⁠(d), Mecklenburg-Pomerania Inferioară, Germania) a fost un medic veterinar german, medaliat olimpic. A participat la o ediție a Jocurilor Olimpice (1960) în care a câștigat o medalie de aur.

## Participări
Lista de mai jos prezintă principalele competiții la care a participat Karl-Heinz Hopp de-a lungul carierei.
- Canottaggio ai Giochi della XVII Olimpiade - Otto maschile[*][3]